# ياسين إعمران
ياسين إعمران قارئ قرآن جزائري.

## حياته
ولد ياسين إعمران في 01-12-1990 بمدينة الجزائر العاصمة، في أحد الأحياء الشعبية، بدأ حفظ القرآن في سن السابعة وظل يحفظه ويواظب عليه حتى ختمه، وكان مولعا بالقراء الكبار أمثال الشيخ عبد الباسط عبد الصمد الذي ظل يقلده حتى أتقنه حتى كان يظن أهل الحي أنه شريط للشيخ الراحل فيفاجئون بأنه الشاب يتلو القرآن.
شارك في عدة مسابقات وطنية لحفظ القرآن وتجويده وكان دائما يفوز بالمرتبة الأولى، حتى كان أقرانه يهابونه إذا دخلوا معه في أي مسابقة لما يعلمونه من إتقانه لأحكام التجويد ولموهبة صوته ولإتقانه للمقامات الصوتية.

## بداياته
سنة 2008 شارك في النسخة الأولى لبرنامج «فرسان القرآن» من تنظيم التلفزيون الجزائري بالتنسيق مع وزارة الشؤون الدينية لاختيار أفضل مقرئ على المستوى الوطني ونال المرتبة الأولى في سهرة الجمعة 26 سبتمبر 2008 ومنح لقب فارس القرآن وأصبح بذلك مقرئا بالتلفزيون والإذاعة، شارك بعد ذلك في مسابقة دولية بموسكو لحفظ القرآن وترتيله وفاز بالمرتبة الثانية عالميا،[بحاجة لمصدر] وشارك في الكويت وفاز بالمرتبة الأولى.[بحاجة لمصدر]

## التسجيلات
رغم أن شهرة القارئ ياسين حديثة نسبيا لكن سرعان ما ذاع صيته في العالم العربي والإسلامي.
سجل القارئ ياسين عدة شرائط وأسطوانات التي تجمع قراءاته القرآنية على اليوتوب.

## افتتاح مسجد الجزائر
رفع ياسين إعمران آذان أول صلاة أقيمت بمسجد الجزائر مساء الأربعاء 28 أكتوبر 2020، بمناسبة الاحتفال بذكرى المولد النبوي. وسط حضور رسمي على غرار الوزير الأول عبد العزيز جراد وأعضاء حكومته، صالح قوجيل، سليمان شنين، كمال فنيش، ورئيس المجلس الإسلامي الأعلى بوعبد الله غلام، وشخصيات دينية وسفراء دول منظمة التعاون الإسلامي،